# 釜井美由紀
釜井 美由紀（かまい みゆき、1994年3月30日 - ）は、日本のフリーアナウンサー。セント・フォース所属。
栃木県宇都宮市出身。慶應義塾大学法学部法律学科卒業。

## 略歴
大学時代は放送研究会に所属し、千葉ロッテマリーンズの女子大生ウグイス嬢・リポーターや地元栃木の「2015マロニエメイツ」を務めた。
2016年4月、テレビユー福島に契約アナウンサーとして入社。5月24日の昼のニュースでアナウンサーデビュー。10月からは『Nスタふくしま』のサブキャスターを担当。
2019年3月、テレビユー福島を退社。TBSスパークルキャスター室（キャスト・プラス）に所属し、TBS NEWSのキャスターとして活動していた。2025年のキャスト・プラスのマネジメント事業終了に伴い、セント・フォースに移籍した。
元RSK山陽放送アナウンサーの廣瀬麗奈と川又智菜美は、同じ大学・学部の同級生である。

## 出演

### テレビユー福島時代
- TUFニュース（不定期）
- Nスタふくしま（2016年10月3日 - 2019年3月27日）サブキャスター
- 県議会リポート”新生ふくしま”への道（2017年1月8日 - 3月26日）
- 熱中!県議会〜”新生ふくしま”の実現を目指して〜（2017年7月16日 - 2018年3月31日）

### フリー転向後
- TBS NEWS (2019年4月27日 - 2022年3月31日) キャスター
- newsチバ（千葉テレビ放送、2022年4月2日- 2024年3月31日）土日キャスター
- 岡三投資ナビ（三重テレビ放送、2023年4月1日- ）